# HD56578
HD56578 — хімічно пекулярна зоря спектрального класу
A7 й має  видиму зоряну величину в смузі V приблизно  6,0.
Вона  розташована на відстані близько 257,6 світлових років від Сонця.